# Pfarrhaus (Engerhafe)
Das Pfarrhaus in Engerhafe zählt neben dem Steinhaus Bunderhee und Ulferts Börg in Upgant-Schott zu den drei ältesten Wohnhäusern in Ostfriesland. Der zweigeschossige Bau ist im Stil der ostfriesischen „Steensen“ (Steinhäuser) vermutlich im 13. Jahrhundert errichtet worden und bildet mit der Kirche Johannes der Täufer eine Einheit. Im Pfarrgarten befand sich am Ende des Zweiten Weltkrieges ein Außenlager des KZ Neuengamme, in dem 188 Häftlinge starben. Ein im Pfarrhaus eingerichtetes Museum berichtet hierüber.

## Geschichte
Nach dem Ergebnis der Ausgrabungen von 2011 ist das Pfarrhaus weitaus älter als bis dahin angenommen. Die ältesten Teile sind wohl der Keller sowie ein bei Grabungen dort entdeckter Brunnen, die beide aus dem 13. Jahrhundert stammen.
Der Grabungstechniker des mit den Untersuchungen beauftragten archäologischen Dienstes der Ostfriesischen Landschaft, Axel Prussat, geht davon aus, dass die burgähnliche Anlage zunächst vermutlich eine Häuptlingsburg war. Von diesem Bau sind der mit böhmischen Kappen gewölbte Keller und große Teile des aufgehenden Mauerwerks im vorderen Teil erhalten. Die drei Etagen des Gebäudes bestanden ursprünglich aus jeweils einem einzigen Raum, der von der Schmalseite des Gebäudes zugänglich war. Typisch für Steinhäuser sind auch die Außentreppen, über die das obere Stockwerk und der Keller im Ostgiebel erreicht werden konnten. Eine Treppenanlage in der Nordostecke verband alle drei Etagen im Innern des Gebäudes.
Im 13. Jahrhundert wurden die beiden oberen Etagen durch eine Wand in der Mitte geteilt und im Keller eine Rundsäule errichtet, welche die Last der neuen Mauern tragen sollte. Im 15. Jahrhundert erfolgte der Anbau des Vorderhauses um die Breite eines Kellerjochs nach Westen. An dessen Giebelseite und am Ostgiebel entstanden neue Kamine nebst Schornsteinen. Im Keller wurden zudem die beiden westlichen Joche durch eine Wand abgetrennt. Der so entstandene Raum wurde noch vor 1500 mit Schutt verfüllt und zugemauert.
Möglicherweise wurde das Steinhaus vor 1530 zerstört. Anschließend entstand es auf den alten Grundmauern neu. Dendrochronologische Untersuchungen datieren das Dach des Querhauses sowie alle Decken und Balken auf die Zeit um 1535. Im Jahre 1791 wurden dann noch die beiden Giebel des Querhauses in Form von Glockengiebeln erneuert. Anschließend sind im Archiv der Kirchengemeinde bis Anfang des 20. Jahrhunderts keine baulichen Veränderungen dokumentiert. 1911 erhielt das Gebäude einen Anbau. Dafür wurden der Hals- und der Rumpfteil des Pfarrhauses abgerissen und neu erbaut.
Am 16. März 1942 beschlagnahmte die Organisation Todt Pfarrgarten und Pfarrhaus der damals vakanten Kirchengemeinde in Engerhafe und errichtete dort Baracken für Zwangsarbeiter, welche für den Bau von Luftschutzbunkern in der Stadt Emden eingeteilt wurden. Am 21. Oktober 1944 erfolgte die Umwandlung des Barackenlagers in ein Nebenlager des Konzentrationslagers Neuengamme, das so genannte KZ Engerhafe, welches am 22. Dezember 1944 aufgelöst wurde. Innerhalb der zwei Monate, in denen es bestanden hatte, starben 188 Häftlinge.
Seit 2009 steht das Pfarrhaus leer, da in diesem Jahr der damalige Pfarrer pensioniert und für den Nachfolger an anderer Stelle ein neues Pfarrhaus errichtet wurde. Da die Gebäude renovierungsbedürftig sind, wurden vorsorglich bauhistorische und archäologische Untersuchungen im Keller durchgeführt. Die Ostfriesische Landschaft führte diese im Frühjahr 2011 in Zusammenarbeit mit der Kirchengemeinde Engerhafe, dem Landesamt für Denkmalpflege und dem Amt für Bau- und Kunstpflege Osnabrück, Außenstelle Aurich, sowie den Bauforschern C. und E. Tonndorf durch. Langfristig ist der Abbruch der 1911 und in den 1960er und 1970er Jahren entstanden neuzeitlichen Anbauten des Steinhauses geplant. In dem Gebäude selbst ist ein Museum mit einer Gedenkstätte für das KZ Engerhafe eingerichtet. Auch ein Gemeindezentrum für die lutherische Kirchengemeinde Engerhafe und das Kirchenarchiv soll dort untergebracht werden. Den Weg dafür ebnete der Gemeinderat am 10. Oktober 2010.

## Beschreibung

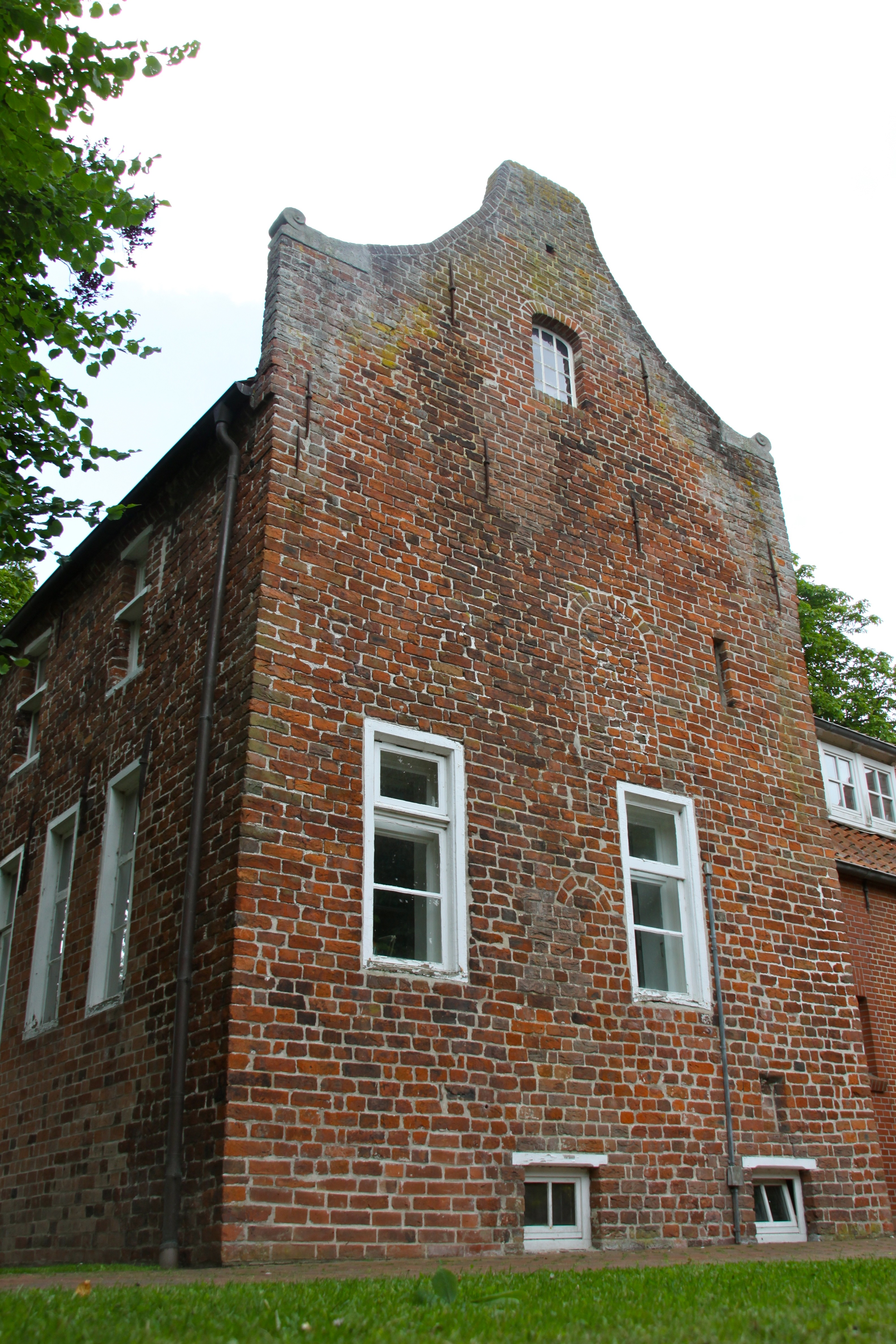
Pfarrhaus Engerhafe

Das Pfarrhaus der Kirchengemeinde Engerhafe besteht aus einem mittelalterlichen Steinhaus sowie einem angebauten Gemeindehaus aus dem Jahr 1911. Der mittelalterliche Teil ist im Stil der ostfriesischen „Steensen“ (Steinhäuser) errichtet worden. Der Kernbau ist etwa elf Meter lang, der jüngere Anbau mit dem Ostgiebel ist 3,80 Meter lang. Die Giebelbreite beträgt etwa 6,90 Meter. Die Decken beider Etagen ruhen auf Balkenlagen. 
Da die Stockwerke quer zur Längsachse unterteilt sind, erstrecken sich die Räume über die ganze Breite des Hauses. Im Kernbau gibt es einen Saal mit Kamin im Westen. Einige kleine alte Fenster sind noch erhalten. Sie stammen entweder aus dem Jahr 1535 oder aus der Mitte des 15. Jahrhunderts. Die wenigen noch vorhandenen Möbel stammen aus dem 17.–19. Jahrhundert. Die barocke Innentür wurde um 1970 aus einem alten Haus in Timmel in das Pfarrhaus verbracht.